# Коссов, Владимир Викторович
Владимир Викторович Коссов (род. 22 августа 1935 года, г. Новосиль Орловской области) — учёный-экономист, государственный деятель, педагог, заместитель министра экономики РФ (1994—2000), лауреат премии имени В. С. Немчинова (1984).

## Биография
В 1958 году окончил экономический факультет Московской сельскохозяйственной академии имени К. А. Тимирязева.
В 1963 году защитил кандидатскую диссертацию, тема: «Отчётный межотраслевой баланс экономического района».
В 1969 году защитил докторскую диссертацию, тема: «Межотраслевые модели».
Профессор (1973).
С 1958 по 1960 год работал в Лаборатории Экономико-математических методов АН СССР.
С 1960 по 1966 год — младший научный сотрудник, заведующий лабораторией территориальных систем планирования и управления Центрального экономико-математического института АН СССР.
С 1966 по 1981 год — заместитель начальника отдела Госплана СССР.
С 1981 по 1984 год — начальник Главного вычислительного центра Госплана СССР, член коллегии Госплана СССР.
С 1984 по 1992 год — начальник Главного управления информации при Совете Министров СССР, и. о. начальника центра Государственного информационно-вычислительного центра при Государственной комиссии Совета Министров СССР по чрезвычайным ситуациям.
С 1992 по 1993 год — заместитель Генерального директора Федерального агентства правительственной связи и информации при Президенте РФ — начальник научно-исследовательского центра «Контур».
С 1993 по 1994 год — вице-президент, директор Департамента Российской финансовой корпорации; являлся членом коллегии Федеральной комиссии по рынку ценных бумаг с 1997 года.
С 1994 по 2000 год — заместитель министра экономики Российской Федерации, был освобождён от должности в августе 2000 года в связи с упразднением министерства в ходе реорганизации структуры.
С 1993 года и по настоящее время ведёт преподавательскую деятельность в Высшей школе экономики, ординарный профессор (с 2004 года).
Академик Международной академии информатизации.

## Научная деятельность
Область научных интересов: межотраслевые балансы, планирование реальных инвестиций, проблемы, качества жизни, оценка допустимых сдвигов в структуре экономики, концепция нормальных цен и их прогноз.
Автор около 100 научных работ.

### Публикации
- Дадаян В. С., Коссов В. В. Баланс экономического района как средство плановых расчетов. — М.: Академии Наук СССР, 1962.
- Коссов В. В. Межотраслевой баланс производства и распределения продукции экономического район. — М: Наука, 1964.
- Коссов В. В. О расширении матричной модели экономического района. В кн. Планирование и экономико-математические методы. — М.: Наука, 1964.
- Коссов В. В. Межотраслевой баланс. — М.: Экономика, 1966.
- Коссов В. В. Межотраслевой баланс экономического района. — М.: Наука, 1967.
- Коссов В. В. Межотраслевые модели. — М.: Экономика, 1973.
- Коссов В. В. О темпах в развитом социалистическом обществе. // Экономика и математические методы, 1980, № 1.
- Коссов В. В. Основы социалистического хозяйствования. — М.: Знание, 1989.
- Коссов В. В. Инвестиции как рычаг для подъема экономики России из кризиса // Экономический журнал Высшей школы экономики, 1998, № 3.
- Коссов В. В. Бизнес-план: обоснование решений. — М.: ГУ-ВШЭ, 2000.
- Коссов В. В. Экоцентризм как губитель России. // Мир России, 2000, № 2.
- Коссов В. В. Динамика качества жизни в субъектах РФ и направленность социальной политики. // Мир России, 2001, № 2.
- Коссов В. В. Относительные цены как инструмент среднесрочного прогнозирования оптовых цен (на примере цен на электроэнергию). // Проблемы прогнозирования, 2005, № 6.
- Коссов В. В. Потребность субъектов РФ в привлечении инвестиций. // Государственная власть и местное самоуправление, 2007, № 4.
- Коссов В. В. Мега проект — остановить обезлюдение России. // Мир России, 2008, № 1.
- Коссов В. В., Коссова Е. В. Цена бензина как общественное явление. // Экономическая политика, 2010, № 1.
- Коссов В. В., Коссова Е. В. Новый подход к оцениванию диспаритета цены. // Экономическая наука современной России , 2010, № 2.
- Коссов В. В. Дорогое горючее как угроза целостности России. // ЭКО, 2013, № 3.
- Kossov V. Investment as a lever for lifting the economy out of crisis. // International studies of management & organization, 2011, v.41 is 4.

## Награды
- Орден «Знак Почёта» (1981)
- Орден Почёта (2012)[1]
- Государственная премия СССР в области науки и техники (в составе группы, 1968) — за цикл исследований по разработке методов анализа и планирования межотраслевых связей и отраслевой структуры народного хозяйства, построению плановых и отчётных межотраслевых балансов
- Премия имени В. С. Немчинова (1984) — за цикл работ: «Планирование темпов, пропорций и структуры общественного производства», «Продовольственная программа», «О закономерности в развитии отдельных отраслей промышленности», «Показатели роста и развития экономики», «О темпах в развитом социалистическом обществе», «Реплика на статью Г. Минасяна „К измерению и анализу структурной динамики“»
- Почётная грамота Правительства Российской Федерации (21 августа 1995) — за вклад в разработку и проведение экономической политики в области инвестиций
- Золотая медаль ВДНХ (1966)
- Медаль «В память 1500-летия Киева» (1982)
- Юбилейная медаль «Сорок лет Победы в Великой Отечественной войне 1941—1945 гг.» (1985)
- Медаль «В память 850-летия Москвы» (1997)
- Благодарность (2013), почетный знак I степени (2011) и почётные грамоты (2002, 2010, 2015) Высшей школы экономики
- 6 благодарностей Министерства экономики Российской Федерации